# Liste de personnalités liées à La Garenne-Colombes
Liste de personnalités étant nées, décédés ou ayant vécu à La Garenne-Colombes (Hauts-de-Seine).
- Haut – A
- B
- C
- D
- E
- F
- G
- H
- I
- J
- K
- L
- M
- N
- O
- P
- Q
- R
- S
- T
- U
- V
- W
- X
- Y
- Z

## A
- Raoul André, (1916-1992), réalisateur et scénariste français, est décédé à La Garenne-Colombes.
- Joseph-Nicolas-Hippolyte Aussandon, (1836-1926), peintre français, est décédé à La Garenne-Colombes.

- Haut – A
- B
- C
- D
- E
- F
- G
- H
- I
- J
- K
- L
- M
- N
- O
- P
- Q
- R
- S
- T
- U
- V
- W
- X
- Y
- Z

## B
- Roger Beaufrand, cycliste, né à La Garenne-Colombes le 25 septembre 1908.
- Jean Bertin, ingénieur et inventeur de l'aérotrain, avait son bureau d'études rue Auguste Buisson
- Bernard Bilis, magicien, a vécu à La Garenne-Colombes.
- Daniel Billon, dessinateur, né à La Garenne-Colombes le 7 juillet 1927.

- Haut – A
- B
- C
- D
- E
- F
- G
- H
- I
- J
- K
- L
- M
- N
- O
- P
- Q
- R
- S
- T
- U
- V
- W
- X
- Y
- Z

## C
- Charles II, futur roi d'Angleterre, vit en exil à La Garenne-Colombes, durant la décennie 1650, avec sa mère Henriette Marie de France et sa sœur  Henriette d'Angleterre.
- Christian Cailleaux, auteur de BD et illustrateur, né à La Garenne-Colombes en 1967.
- Jean-Philippe Chauveau, prêtre catholique, aumônier des prostitués du bois de Boulogne, né à La Garenne-Colombes en 1950.
- Pierre Chenal, réalisateur, (5 décembre 1904 - 23 décembre 1990, est décédé à La Garenne-Colombes)
- Patrick Chesnais, acteur, né à La Garenne-Colombes le 18 mars 1947.
- Paul Coban, poète, né à La Garenne-Colombes le 5 février 1921.

- Haut – A
- B
- C
- D
- E
- F
- G
- H
- I
- J
- K
- L
- M
- N
- O
- P
- Q
- R
- S
- T
- U
- V
- W
- X
- Y
- Z

## D
- Valérie Damidot, journaliste et animatrice télé, présentatrice de l'émission D&CO sur M6, née à La Garenne-Colombes le 18 janvier 1965.
- Bernard Dargols (5 mai 1920 - 28 avril 2019), français d'origine juive, né à Paris d'un père russe et d'une mère anglaise, parti en stage aux États-Unis en 1938, engagé en 1942 dans l'armée américaine, débarque le 8 juin 1944 sur Omaha Beach avec la 2e division d'infanterie US. Il est employé à Paris du Military Intelligence Service jusqu'en 1946. Sa petite-fille Caroline Jolivet recueille son témoignage dans Bernard Dargols, un GI français à Omaha Beach paru aux Éditions Ouest-France en 2012[1].
- Mario David, acteur et culturiste, a vécu à La Garenne-Colombes.
- Pierre Diot, acteur et humoriste, né à La Garenne-Colombes le 5 mars 1968.
- Colette Duval, (1930-1988), parachutiste française, mannequin de haute couture, est décédé à La Garenne-Colombes.

- Haut – A
- B
- C
- D
- E
- F
- G
- H
- I
- J
- K
- L
- M
- N
- O
- P
- Q
- R
- S
- T
- U
- V
- W
- X
- Y
- Z

## G
- Thierry Gaubert, spécialiste de la communication, collaborateur de Nicolas Sarkozy à la mairie de Neuilly-sur-Seine puis au ministère du Budget, a vécu à La Garenne-Colombes.
- Valentin Gendrey, footballeur, né à La Garenne-Colombes.
- Claude Gensac, actrice, a vécu à La Garenne-Colombes.
- Arnaud Gidoin, artiste humoriste, a vécu à La Garenne-Colombes.
- Anne Girouard, comédienne née à La Garenne-Colombes le 18 mars 1976

- Haut – A
- B
- C
- D
- E
- F
- G
- H
- I
- J
- K
- L
- M
- N
- O
- P
- Q
- R
- S
- T
- U
- V
- W
- X
- Y
- Z

## H
- Henriette Marie de France, reine consort d'Angleterre, vit en exil à La Garenne-Colombes, durant la décennie 1650, avec ses enfants Charles II, futur roi d'Angleterre, et Henriette d'Angleterre, future belle-sœur de Louis XIV.
- Henriette d'Angleterre, future belle-sœur de Louis XIV, vit en exil à La Garenne-Colombes, durant la décennie 1650, avec sa mère Henriette Marie de France, reine consort d'Angleterre, et son frère Charles II, futur roi d'Angleterre.
- Marcel Hamon, médecin et romancier français, (1884 - 1979), est décédé à La Garenne-Colombes
- Brice Hortefeux, ancien ministre, a vécu à La Garenne-Colombes.

- Haut – A
- B
- C
- D
- E
- F
- G
- H
- I
- J
- K
- L
- M
- N
- O
- P
- Q
- R
- S
- T
- U
- V
- W
- X
- Y
- Z

## J
- Pascal Jules est un ancien coureur cycliste professionnel né à La Garenne-Colombes le 22 juillet 1961 dans la commune et décédé en 1987.

- Haut – A
- B
- C
- D
- E
- F
- G
- H
- I
- J
- K
- L
- M
- N
- O
- P
- Q
- R
- S
- T
- U
- V
- W
- X
- Y
- Z

## K
- Clavel Kayitare, athlète français d'origine rwandaise, médaille d'argent aux Jeux paralympiques d'été de 2004 (100 et 200 mètres en catégorie T42). Sélectionné pour les Jeux paralympiques de Pekin 2008, a vécu à La Garenne-Colombes.
- Guéric Kervadec, joueur de l'équipe de France de handball, né à La Garenne-Colombes le 9 janvier 1972.
- William Klein, peintre, réalisateur et photographe, a vécu à La Garenne-Colombes.

- Haut – A
- B
- C
- D
- E
- F
- G
- H
- I
- J
- K
- L
- M
- N
- O
- P
- Q
- R
- S
- T
- U
- V
- W
- X
- Y
- Z

## L
- Émilie Le Pennec, gymnaste, née à La Garenne-Colombes le 31 décembre 1987.

- Haut – A
- B
- C
- D
- E
- F
- G
- H
- I
- J
- K
- L
- M
- N
- O
- P
- Q
- R
- S
- T
- U
- V
- W
- X
- Y
- Z

## M
- Jacques Martin y vécut longtemps et en fit régulièrement référence dans l'émission Les Grosses Têtes.
- Philippe Martin, ministre de l’Écologie, du Développement durable et de l’Énergie, né à La Garenne-Colombes le 22 novembre 1953.
- Olivier Martinez, ancien footballeur PSG, né à La Garenne-Colombes le 6 octobre 1966.
- Bernard Menez, comédien et chanteur français, a vécu à La Garenne-Colombes.
- Jean Mitry, critique de cinéma (7 novembre 1907 - 18 janvier 1988), est décédé à La Garenne-Colombes
- Cédric Mongongu, footballeur international Congolais, a vécu à La Garenne-Colombes
- Jean-Claude Maleval, psychanalyste, professeur des universités, est né le 9 août 1946 à La Garenne-Colombes.

- Haut – A
- B
- C
- D
- E
- F
- G
- H
- I
- J
- K
- L
- M
- N
- O
- P
- Q
- R
- S
- T
- U
- V
- W
- X
- Y
- Z

## O
- Fernand Oury, pédagogue, né à La Garenne-Colombes (18 janvier 1920 - 19 février 1998).
- Jean Oury, psychiatre et psychanalyste, Directeur de la clinique de La Borde, né à La Garenne-Colombes (1924-2014).

- Haut – A
- B
- C
- D
- E
- F
- G
- H
- I
- J
- K
- L
- M
- N
- O
- P
- Q
- R
- S
- T
- U
- V
- W
- X
- Y
- Z

## P
- Catherine Picard, née à La Garenne-Colombes le 14 août 1952.
- Pierre Probst, dessinateur, créateur du personnage de Caroline, a vécu à La Garenne-Colombes.

- Haut – A
- B
- C
- D
- E
- F
- G
- H
- I
- J
- K
- L
- M
- N
- O
- P
- Q
- R
- S
- T
- U
- V
- W
- X
- Y
- Z

## R
- Jean-Pierre Raynaud, plasticien, créateur notamment du Pot Doré sur le parvis de Beaubourg, créateur du Mastaba I, a vécu à La Garenne-Colombes.
- Carole Rousseau, animatrice télé, née à La Garenne-Colombes le 25 décembre 1967.

- Haut – A
- B
- C
- D
- E
- F
- G
- H
- I
- J
- K
- L
- M
- N
- O
- P
- Q
- R
- S
- T
- U
- V
- W
- X
- Y
- Z

## S
- Pierre-Urbain Sartoris, (c.1760 - 1833), banquier et dernier propriétaire de La Garenne-Colombes.
- Gérard Séty, un comédien, parodiste et artiste de music-hall né le 13 décembre 1922 et mort le 1er février 1998 à Maisons-Laffitte, a vécu à La Garenne-Colombes.
- Linda de Suza, chanteuse (dans les années 1980), a vécu à La Garenne-Colombes
- Morgane Sézalory, entrepreneuse, créatrice de la marque Sézane[2]

- Haut – A
- B
- C
- D
- E
- F
- G
- H
- I
- J
- K
- L
- M
- N
- O
- P
- Q
- R
- S
- T
- U
- V
- W
- X
- Y
- Z

## T
- Jacques Tati, réalisateur et acteur, a vécu à La Garenne-Colombes.

- Haut – A
- B
- C
- D
- E
- F
- G
- H
- I
- J
- K
- L
- M
- N
- O
- P
- Q
- R
- S
- T
- U
- V
- W
- X
- Y
- Z

## V
- Maurice Vidal, journaliste sportif, né à La Garenne-Colombes le 28 mai 1919.

- Haut – A
- B
- C
- D
- E
- F
- G
- H
- I
- J
- K
- L
- M
- N
- O
- P
- Q
- R
- S
- T
- U
- V
- W
- X
- Y
- Z

## X
- Deng Xiaoping[3], dirigeant chinois, années 1920, a vécu à La Garenne-Colombes.

- Haut – A
- B
- C
- D
- E
- F
- G
- H
- I
- J
- K
- L
- M
- N
- O
- P
- Q
- R
- S
- T
- U
- V
- W
- X
- Y
- Z

## Y
- Forest Frederick Edward Yeo-Thomas, officier britannique et agent secret, a vécu à La Garenne-Colombes.

- Haut – A
- B
- C
- D
- E
- F
- G
- H
- I
- J
- K
- L
- M
- N
- O
- P
- Q
- R
- S
- T
- U
- V
- W
- X
- Y
- Z